# Christiane Mandelys
Christiane Mandelys, nascuda Clotilde Louise Georgette Marigaux (París, 3 de desembre de 1873 – 18 de maig de 1957) és una mim actriu francesa de cinema, guionista, crítica de cinema i professora de teatre.

## Biografia
Filla d'un arquitecte Louis-Frédéric Marigaux, Christiane Mandelys va assistir al Conservatori de París i hi va estudiar mim amb Félicia Mallet. Allà va conèixer a Georges Wague amb qui va formar un duo de pantomimes que ràpidament va tenir èxit. Va actuar als salons de la Belle Époque, va freqüentar Colette i es va fer amiga d'ella, va ser aclamada per la premsa parisenca (Le matin, La justice, La lanterne, Gil Blas, Le petit Parisien…), i dirigeix als millors escenaris (Théâtre des Mathurins, la Bodinière, Gaîté-Montparnasse, Théâtre des Capucines, Théâtre d'Antin, Théâtre Mondain, Théâtre Rabelais, théâtre de la Tour Eiffel, théâtre Grévin, le Grand Guignol, théâtre des Bouffes-Parisiennes, théâtre de Montrouge…). El seu èxit va ser tal que va ser distingida com a oficial d'instrucció pública el 1907.
La carrera cinematogràfica de Christiane Mandelys va ser meteòrica (concentrada entre 1907 i 1910) i va començar amb Edmond Benoît-Lévy que va produir el 1907 una pel·lícula de 1 600 m, L'enfant prodigue, dirigida per Michel Carré per la Gaumont. L'èxit va ser immens, malgrat els comentaris paradoxalment molt negatius del director sobre la seva pròpia obra (“Una pel·lícula molt mala feta amb tota la ignorància d'un principiant” »).
A la Gaumont, va ser contractada per Louis Feuillade que produïa frenèticament una pel·lícula de cronòfon per setmana. Christiane Mandelys no es conforma amb actuar en pel·lícules, sovint és la seva inspiració i guionista: 
| « | Jo mateix he imaginat sovint escenaris cinematogràfics com La Légende de la fileuse, L’étoile filante, Le fil de la Vierge… I penso en el meu orgull: aquestes peces, imaginades i creades per mi, segur que viuran molt de temps | » |

 També fa guions rodats per Lux, Pathé i Film d'Art. També va escriure per a la crítica, a La Victoire sota el pseudònim Le rat du moulin, després a Le film.
El 1920, sense renunciar a la crítica cinematogràfica, Christiane Mandelys va obrir una escola de teatre amb Georges Wague al seu estudi de Pigalle.
Christiane Mandelys va morir el 1957 a París.

## Filmografia

### Actriu
- 1907 : L'Enfant prodigue de Michel Carré
- 1908 : La Sirène (La Légende de la fileuse) de Louis Feuillade amb Alice Tissot, Georges Wague i Renée Carl)
- 1909 : Les Filles du cantonnier de Louis Feuillade (amb Renée Carl, Edmond Bréon i Maurice Vinot)
- 1909 : Judith et Holopherne, de Louis Feuillade, amb Renée Carl, Léonce Perret, Alice Tissot et Maurice Vinot
- 1909 : La cigale et la fourmi, de Louis Feuillade, ambc Edmond Bréon
- 1909 : La Mort de Cambyse, de Louis Feuillade, amb Alice Tissot i Maurice Vinot
- 1909 : Don Quichotte, d'Émile Cohl, amb Maurice Vinot
- 1909 : Fra Vincenti, d'Étienne Arnaud, amb Alice Tissot
- 1909 : La Chatte métamorphosée en femme de Louis Feuillade (avec Maurice Vinot)
- 1909 : La Légende des phares, de Louis Feuillade, amb Renée Carl
- 1909 : La mort de Mozart, d'Étienne Arnaud, amb Renée Carl
- 1909 : Le savetier et le financier, d'Étienne Arnaud, amb Alice Tissot
- 1909 : La possession de l'enfant, de Louis Feuillade, amb Maurice Vinot
- 1909 : La mère du moine, de Louis Feuillade, amb Maurice Vinot
- 1909 : Le printemps, de Louis Feuillade, amb Edmond Bréon, Maurice Vinot, Alice Tissot i Henry Duval. Épisode 1 : L'éveil des sources : L'éveil des nids ; épisode 2: Sur les étangs : L'amour chef d'orchestre ; épisode 3: La becquée : Dans les vergers ; épisode 4: Les jeux et les ris : Floréal
- 1909 : Les heures, de Louis Feuillade. Épisode 1: L'aube, l'aurore, amb Renée Carl ; épisode 2: Le matin, le jour, amb Alice Tissot ; épisode 3: Midi, la vesprée, le crépuscule, amb Georges Wague ; épisode 4: Le soir, la nuit, amb Henry Duval
- 1909 : Idylle corinthienne, de Louis Feuillade, amb Henri Duval
- 1909 : Le collier de la reine, d'Étienne Arnaud, amb Georges Wague
- 1909 : Le huguenot, de Louis Feuillade, amb Maurice Vinot
- 1909 : La bague, de Louis Feuillade, amb Henri Duval
- 1909 : Beaucoup de bruit pour rien, de Roméo Bosetti, amb Maurice Vinot
- 1909 : La berceuse, de Louis Feuillade, amb Maurice Vinot
- 1909 : La boîte de Pandore, de Louis Feuillade, amb Edmond Bréon
- 1909 : La bouée, de Louis Feuillade, amb Renée Carl
- 1909 : La chasse au bois hanté, de Louis Feuillade, amb Georges Wague
- 1909 : La contrebandière, de Louis Feuillade, amb Alice Tissot
- 1909 : La course pédestre, de Louis Feuillade, amb Georges Wague
- 1909 : La croix de l’Empereur, de Louis Feuillade, amb Renée Carl
- 1909 : Le crucifix, de Louis Feuillade, amb Edmond Bréon
- 1909 : Les deux devoirs, d'Étienne Arnaud, amb Alice Tissot
- 1909 : Les deux mères, de Louis Feuillade, amb Maurice Vinot
- 1909 : Les deux sœurs, de Louis Feuillade, amb Renée Carl
- 1909 : Le docteur Carnaval, d'Émile Cohl, amb Edmond Bréon
- 1909 : Le domino rouge, de Louis Feuillade, amb Alice Tissot
- 1909 : L’épave, de Louis Feuillade, amb Edmond Bréon
- 1909 : La fiancée du batelier, de Louis Feuillade, amb Maurice Vinot
- 1909 : La fiancée du pion, d'Étienne Arnaud, amb Alice Tissot
- 1909 : Le fou, de Louis Feuillade, amb Edmond Bréon
- 1909 : L’idée du pharmacien, de Louis Feuillade, amb Renée Carl
- 1909 : La lettre anonyme, de Louis Feuillade, amb Renée Carl
- 1909 : Loin du bagne, de Louis Feuillade, amb Maurice Vinot
- 1909 : Madame Bernard, de Louis Feuillade, amb Alice Tissot
- 1909 : Matelot, de Louis Feuillade, amb Edmond Bréon
- 1909 : Le mensonge de sœur Agnès, de Louis Feuillade, amb Alice Tissot
- 1909 : Le mirage, de Louis Feuillade, amb Renée Carl
- 1909 : Le miroir magique ou hypnotique, de Louis Feuillade, amb Edmond Bréon
- 1909 : La mort de Sire de Framboisy, d'Étienne Arnaud, amb Renée Carl
- 1909 : Le Noël du vagabond, de Louis Feuillade, amb Alice Tissot
- 1909 : Le paralytique, de Louis Feuillade, amb Edmond Bréon
- 1909 : Pauvre chiffonnier, de Louis Feuillade, amb Maurice Vinot
- 1909 : Le Péché d'une mère, de Louis Feuillade, amb Renée Carl
- 1909 : Le petit soldat, de Louis Feuillade, amb Alice Tissot
- 1909 : La princesse d’Ys, d'Étienne Arnaud, amb Renée Carl
- 1909 : Probité mal récompensée, de Louis Feuillade, amb Alice Tissot
- 1909 : Le puits, de Louis Feuillade, amb Maurice Vinot
- 1909 : Rayons et ombres, de Louis Feuillade, amb Renée Carl
- 1909 : La redingote, de Louis Feuillade, amb Georges Wague
- 1909 : Le rêve d’amour, d'Étienne Arnaud, amb Alice Tissot
- 1909 : Simple histoire, de Louis Feuillade, amb Maurice Vinot
- 1909 : Le spadassin, de Louis Feuillade, amb Renée Carl
- 1909 : Le spectre, de Louis Feuillade, amb Edmond Bréon
- 1909 : La tirelire solide, d'Étienne Arnaud, amb Georges Wague
- 1909 : Tu ne tueras point, de Louis Feuillade, amb Georges Wague
- 1909 : Une femme pour deux maris, d'Étienne Arnaud, amb Renée Carl
- 1909 : Un premier amour, de Louis Feuillade, amb Alice Tissot
- 1909 : Vanité, de Louis Feuillade, amb Maurice Vinot
- 1909 : Vers le Pôle Sud, de Louis Feuillade, amb Alice Tissot
- 1909 : Les vieux, de Louis Feuillade, amb Edmond Bréon
- 1909 : Le voile des nymphes, de Louis Feuillade, amb Renée Carl
- 1909 : Voleurs d’enfants de Louis Feuillade (avec Alice Tissot)

### Guions
- 1908 : La Légende de la fileuse. direcció : Louis Feuillade. Producció : Gaumont. amb Christiane Mendelys, Renée Carl, Alice Tissot, i Georges Wague. Muet, blanc i negre
- 1909 : L'étoile filante
- 1910 : Le fil de la vierge. Direcció : Louis Feuillade. Producció : Gaumont. Muda em bñamc o megre

### Criítiques de cinema
- Le rat du moulin (Christiane Mandelys) «Le moulin à images». La victoire, 02-01-1919.
- Le rat du moulin (Christiane Mandelys) «Le moulin à images». La victoire, 09-01-1919.
- Le rat du moulin (Christiane Mandelys) «Le moulin à images». La victoire, 16-01-1919.
- Le rat du moulin (Christiane Mandelys) «Le moulin à images». La victoire, 21 février 1919.
- Le rat du moulin (Christiane Mandelys) «Le moulin à images». La victoire, 28-02-1919.
- Le rat du moulin (Christiane Mandelys) «Le moulin à images». La victoire, 17-03-1919.
- Le rat du moulin (Christiane Mandelys) «Le moulin à images». La victoire, 27-06-1919.
- Le rat du moulin (Christiane Mandelys) «Le moulin à images». La victoire, 17-10-1919.
- Le rat du moulin (Christiane Mandelys) «Le moulin à images». La victoire, 12-12-1919.
- Le rat du moulin (Christiane Mandelys) «Le moulin à images». La victoire, 26-12-1919.